# Presidentiële residentie (Jerevan)
De Presidentiële residentie van Armenië (Armeens: Հայաստանի նախագահի նստավայր, Hayastani Nakhagahi Nstavayr) bevindt zich op de Mesrop Masjtotslaan in het district Kentron in de Armeense hoofdstad Jerevan.
De residentie werd op 9 april 2018 in dienst genomen door de vierde president van de Republiek Armenië, Armen Sarkissian.
Het gebouw werd in de jaren 1980 ontworpen door de Armeense architect Arthur Meschian en diende van 1985 tot 2017 als officieel ontvangstgebouw van de regering. Het staat met een oppervlakte van 5.727,2 m² op een site met een totale oppervlakte van 13.791,52 m².